# Lista de chefes de Estado do Camboja
Esta é uma lista de chefes de estado do Camboja desde a ascensão do Rei Norodom em 19 de outubro de 1860 até os dias atuais. Ele lista vários chefes de estado que serviram na história moderna do Camboja, sob vários regimes diferentes e com vários títulos.
De 1860 em diante, houve 12 chefes de estado (chefes de estado interinos não são contados).
O atual chefe de Estado do Camboja é o Rei Norodom Sihamoni, desde sua eleição pelo Conselho Real do Trono em 14 de outubro de 2004.

## Títulos
- 1860–1960: Rei do Camboja (sob protetorado francês em 1863–1945 e 1945–1953, e estado fantoche japonês em 1945)
- 1960: Presidente do Conselho de Regência
- 1960–1970: Chefe de Estado do Camboja
- 1970–1975: Presidente da República Khmer
- 1975: Presidente do Comitê Supremo
- 1975–1976: Presidente do Presidium Estadual
- 1976–1979: Presidente do Presidium Estadual
- 1979–1981: Presidente do Conselho Revolucionário do Povo
- 1981–1993: Presidente do Conselho de Estado
- 1993: Chefe de Estado do Camboja
- 1993–presente: Rei do Camboja

## Lista de titulares de cargos
Partidos políticos
Outras facções
Nota: As datas em itálico indicam a continuação de fato do reinado/cargo.

### Monarquia
| N°. | Retrato | Nome (Birth–Death)                                                           | Reinado/Mandato       | Reinado/Mandato      | Reinado/Mandato    | Casa     | Reinvindicações                                                                  |
| N°. | Retrato | Nome (Birth–Death)                                                           | Início                | Fim                  | Duração            | Casa     | Reinvindicações                                                                  |
| --- | ------- | ---------------------------------------------------------------------------- | --------------------- | -------------------- | ------------------ | -------- | -------------------------------------------------------------------------------- |
| 1   |         | Norodom នរោត្តម (1834–1904)                                                    | 19 de outubro de 1860 | 24 de abril de 1904  | 43 anos , 188 dias | Norodom  | Filho de Ang Duong                                                               |
| 2   |         | Sisowath ស៊ីសុវតិ្ថ (1840–1927)                                                   | 27 de abril de 1904   | 9 de agosto de 1927  | 23 anos , 104 dias | Norodom  | Irmão de Norodom                                                                 |
| 3   |         | Sisowath Monivong ស៊ីសុវត្ថិ មុនីវង្ស (1875–1941)                                    | 9 de agosto de 1927   | 24 de abril de 1941  | 13 anos , 258 dias | Norodom  | Filho de Sisowath                                                                |
| 4   |         | Norodom Sihanouk នរោត្តម សីហនុ (1922–2012)                                       | 24 de abril de 1941   | 2 de março de 1955   | 13 anos , 309 dias | Norodom  | Neto de Sisowath Monivong                                                        |
| 5   |         | Norodom Suramarit នរោត្តម សុរាម្រិត (1896–1960)                                    | 2 de março de 1955    | 3 de abril de 1960   | 5 anos , 32 dias   | Norodom  | Genro de Sisowath Monivong Pai de Norodom Sihanouk                               |
| —   |         | Chuop Hell ជួប ហ៊ែល (1909–c. 1975) Chefe de Estado Interino [a]                 | 3 de abril de 1960    | 6 de abril de 1960   | 0 anos , 3 dias    | —        | —                                                                                |
| —   |         | Sisowath Monireth ស៊ីសុវត្ថិ មុន្នីរ៉េត (1909–1975) Presidente do Conselho de Regência | 6 de abril de 1960    | 13 de junho de 1960  | 0 anos , 68 dias   | Sisowath | Filho de Sisowath Monivong                                                       |
| —   |         | Chuop Hell ជួប ហ៊ែល (1909–c. 1975) Chefe de Estado Interino [a]                 | 13 de junho de 1960   | 20 de junho de 1960  | 0 anos , 7 dias    | —        | —                                                                                |
| (4) |         | Norodom Sihanouk នរោត្តម សីហនុ (1922–2012)                                       | 20 de junho de 1960   | 18 de março de 1970  | 9 anos , 271 dias  | Norodom  | Filho de Norodom Suramarit                                                       |
| —   |         | Sisowath Kossamak ស៊ីសុវត្ថិ កុសមៈ (1904–1975) [b]                                  | 20 de junho de 1960   | 9 de outubro de 1970 | 10 anos , 111 dias | Sisowath | Filha de Sisowath Monivong Consorte de Norodom Suramarit Mãe de Norodom Sihanouk |
| —   |         | Cheng Heng ឆេង ហេង (1910–1996) Chefe de Estado Interino                        | 21 de março de 1970   | 9 de outubro de 1970 | 0 anos , 202 dias  | —        | —                                                                                |

### República
| N°. | Retrato | Nome (Nascimento–Morte)                                         | Eleição | Mandato              | Mandato                | Mandato           | Partido          |
| N°. | Retrato | Nome (Nascimento–Morte)                                         | Eleição | Posse                | Fim do Mandato         | Tempo no cargo    | Partido          |
| --- | ------- | --------------------------------------------------------------- | ------- | -------------------- | ---------------------- | ----------------- | ---------------- |
| 6   |         | Cheng Heng ឆេង ហេង (1910–1996)                                    | —       | 9 de outubro de 1970 | 9 de março de 1972     | 1 year , 153 dias | Independente     |
| 7   |         | Lon Nol លន់ នល់ (1913–1985)                                       | 1972    | 10 de março de 1972  | 1 de abril de 1975     | 3 anos , 22 dias  | PRS[c] / Militar |
| —   |         | Saukam Khoy សូកាំ ខូយ (1915–2008) Interino para Lon Nol             | —       | 1 de abril de 1975   | 12 de abril de 1975    | 0 anos , 11 dias  | PRS / Militar    |
| 8   |         | Sak Sutsakhan សក់ ស៊ុតសាខន (1928–1994) Presidente do Comitê Supremo | —       | 12 de abril de 1975  | 17 de abril de 1975    | 0 anos , 5 dias   | Militar          |
| (4) |         | Norodom Sihanouk នរោត្តម សីហនុ (1922–2012)                          | —       | 17 de abril de 1975  | 2 de abril de 1976     | 0 anos , 351 dias | FUNK             |
| 9   |         | Khieu Samphan ខៀវ សំផន (1931–)                                    | —       | 11 de abril de 1976  | 7 de janeiro de 1979   | 2 anos , 271 dias | CPK              |
| 10  |         | Heng Samrin ហេង សំរិន (1934–)                                      | —       | 7 de janeiro de 1979 | 6 de abril de 1992     | 13 anos , 90 dias | KPRP             |
| 10  | CPP     | Heng Samrin ហេង សំរិន (1934–)                                      | —       | 7 de janeiro de 1979 | 6 de abril de 1992     | 13 anos , 90 dias |                  |
| 11  |         | Chea Sim ជា ស៊ីម (1932–2015)                                       | —       | 6 de abril de 1992   | 14 de junho de 1993    | 1 year , 69 dias  | CPP              |
| (4) |         | Norodom Sihanouk នរោត្តម សីហនុ (1922–2012)                          | —       | 14 de junho de 1993  | 24 de setembro de 1993 | 0 anos , 102 dias | Independente     |

### Monarquia restaurada
| N°. | Retrato | Nome (Nascimento–Morte)                | Eleito | Reinado                | Reinado              | Reinado            | Casa    | Reinvindicações                                         |
| N°. | Retrato | Nome (Nascimento–Morte)                | Eleito | Início                 | Fim                  | Duração            | Casa    | Reinvindicações                                         |
| --- | ------- | -------------------------------------- | ------ | ---------------------- | -------------------- | ------------------ | ------- | ------------------------------------------------------- |
| (4) |         | Norodom Sihanouk នរោត្តម សីហនុ (1922–2012) | 1993   | 24 de setembro de 1993 | 7 de outubro de 2004 | 11 anos , 13 dias  | Norodom | Eleito (Filho de Norodom Suramarit e Sisowath Kossamak) |
| 12  |         | Norodom Sihamoni នរោត្តម សីហមុនី (1953–)    | 2004   | 14 de outubro de 2004  | Incumbente           | 20 anos , 271 dias | Norodom | Eleito (Filho de Norodom Sihanouk)                      |